# En la luz de una estrella
En la luz de una estrella es una película de Argentina en blanco y negro dirigida por Enrique Santos Discépolo según su propio guion escrito en colaboración con Armando Discépolo que se estrenó el 7 de mayo de 1941 y que tuvo como protagonistas a Hugo del Carril, Ana María Lynch, María Esther Gamas y Zully Moreno.

## Sinopsis
Un cantor de tango atormentado por la fama y por su éxito con las mujeres.

## Reparto
Intervinieron en el filme los siguientes intérpretes:
- Hugo del Carril como Jorge
- Ana María Lynch como Dorita
- María Esther Gamas
- Zully Moreno
- Cirilo Etulain
- Eduardo Sandrini
- Adolfo Stray
- Bernardo Perrone
- Carlos Lagrotta
- Julio Renato
- Adolfo Meyer
- Lina Estévez
- Sabina Vittone
- José S. Harold
- José Ruzzo
- Casimiro Ros
- Manuel Alcón
- Eduardo de Labar
- Aída Sportelli
- Antoine Bardot

## Comentarios
"Es hermoso y humano, en esencia, el tema de En la luz de una estrella. Pero parece vulgar y convencional. Y es que al público cinematográfico hay que hablarle de otra manera, con otras palabras...está llena de altibajos. Acomodar un esbozo de tragedia moderna, que hasta tiene personajes simbólicos...y situaciones de ensueño realista...en un marco de comedia musical, en el que no deben faltar los consabidos chistes y los indispensables tangos...provoca irregularidades justificables."